# Oogdruk

8: hoornvlies 11: lenskern 30: netvlies

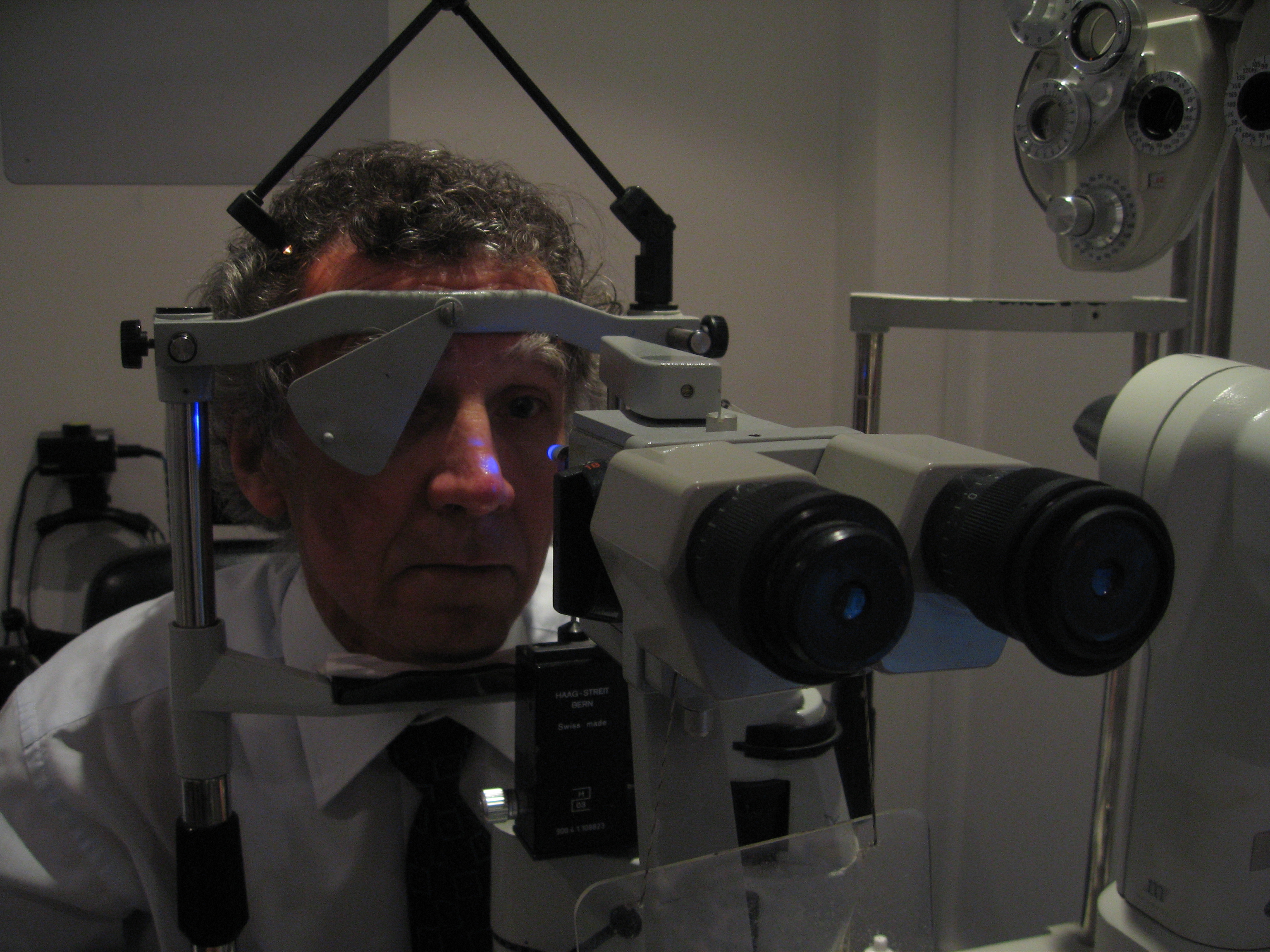
Patiënt bij een tonometer

De oogdruk is de inwendige druk die in een oog heerst. De druk is essentieel voor het normaal functioneren van het oog. De druk zorgt voor een gelijkblijvende afstand tussen het hoornvlies (8), de lens (11) en het netvlies (30) van het oog, alsook voor een gelijkmatige oriëntatie van de kegeltjes en de staafjes op het netvlies.
Het kamerwater, dat in de epitheelcellen van het straallichaam wordt geproduceerd, is voor de oogdruk verantwoordelijk. 

## Oogdrukmeting
De oogdruk kan worden gemeten met behulp van een tonometer. Meestal wordt applanatie tonometrie gebruikt omdat die het betrouwbaarst en nauwkeurigst is. Voorafgaand aan de meting worden verdovende oogdruppels en een lichtreflecterende stof toegediend. Daarna wordt de tonometer direct op de ogen geplaatst. Door middel van blauw licht wordt de druk in de ogen gemeten.

## Normale waarden
De oogdruk ligt bij 95% van alle mensen tussen 10 en 21 mmHg (1333 - 2800 Pa).  Wat voor een oog een gezonde oogdruk is, hangt sterk af van de gezondheid van de ogen. Voor sommige ogen is 30 mmHg nog goed, voor andere ogen is 14 mmHg te hoog.
Als gevolg van een nauwkeurig regelmechanisme in de productie en afvoer van kamerwater zijn de fluctuaties klein: ca. 2,75 mmHg.

## Hoge oogdruk
Wanneer de oogdruk te hoog wordt, is de kans op het ontstaan van glaucoom verhoogd, waardoor schade aan het netvlies of aan de oogzenuw kan ontstaan. Een hoge oogdruk hoeft echter niet automatisch te leiden tot glaucoom. Daarnaast kan glaucoom ook ontstaan bij een normale oogdruk.